# Roland de Lassus
Pour les articles homonymes, voir Roland Delattre et Lassus.
 (juillet 2017).
Roland de Lassus [lasys] (ou Orlando di Lasso, Orlande de Lassus ou encore Roland Delattre), né à Mons en 1532 et mort à Munich le 14 juin 1594, est un compositeur wallon, de l'école franco-flamande, vers la fin de la Renaissance.

## Biographie
Dès son plus jeune âge, Roland de Lassus étudie la musique. Il est inscrit comme « enfant de chœur », c'est-à-dire comme enfant chantant dans le chœur de l'église, et donc comme élève de la maîtrise de l'église Saint-Nicolas-en-Havré, à Mons, en Pays-Bas des Habsbourg. Il y étudiera le chant, et plus généralement la musique, jusqu'à l'âge de douze ans. Le niveau de ces écoles était élevé : c'était en quelque sorte les ancêtres des conservatoires. Les enfants y recevaient aussi un enseignement général.
Sa voix exceptionnelle attirait les convoitises, si bien qu'il fut à trois reprises l'objet de tentatives d'enlèvement. À l'âge de douze ans, il quitte les Pays-Bas avec Ferdinand Ier Gonzague et se rend à Mantoue, en Sicile, et plus tard Milan, où il reste de 1547 à 1549. À Milan, il fait la connaissance du madrigaliste Hoste da Reggio, qui aura une influence formatrice sur son premier style musical.
Il a ensuite travaillé en tant que chanteur et compositeur pour l'évêque Costantino Castrioto à Naples au début des années 1550. Les premières œuvres datent de cette époque. Ensuite, Roland de Lassus s'installe à Rome, où il travaille pour Cosme Ier de Médicis, grand-duc de Toscane. En 1553, à Rome, il devient maître de chapelle de la basilique Saint-Jean-de-Latran, un poste prestigieux pour un homme de vingt et un ans. Toutefois, il n'y reste qu'un an. Le compositeur italien Giovanni Pierluigi da Palestrina lui succédera en 1555.
On perd sa trace en 1554, mais des recherches récentes[Lesquelles ?] permettent de supposer qu'il a voyagé en France et en Angleterre. En effet, il est cité comme musicien de la cour du roi de France, Charles IX, en 1560. En 1555, il retourne aux Pays-Bas et ses premières œuvres sont publiées à Anvers en 1555 ou 1556. En 1556, il rejoint la cour d'Albert V de Bavière à Munich, qui désire s'entourer de musiciens prestigieux à l'instar des cours des princes italiens. En 1558, il épouse Regina Wäckinger, la fille d'une dame d'honneur de la duchesse ; ils ont deux fils, devenus tous deux compositeurs. En 1563, Lassus est nommé maître de chapelle à Munich, succédant à Ludwig Daser à ce poste. Il demeure au service d'Albert V et son héritier, Guillaume V de Bavière, jusqu'à sa mort.
Son art fut d'emblée reconnu et Roland de Lassus était, dès le milieu du siècle, surnommé le « divin Orlande » par le poète Ronsard, ou « Prince de la musique » par ses contemporains, ou encore, plus tard, l'« Orphée belge ». Dans les années 1560, Lassus était devenu très célèbre, et des compositeurs se rendaient à Munich pour étudier avec lui, comme Andrea Gabrieli. Celui-ci s'y était rendu en 1562, et peut-être est-il resté dans la chapelle pour une année ; le neveu d'Andrea, Giovanni Gabrieli a sans doute étudié avec Lassus dans les années 1570. Sa renommée s'est propagée en dehors du milieu musical proprement dit, car en 1570, l'empereur Maximilien II l'anoblissait, fait rare pour un compositeur. Le pape Grégoire XIII le fit chevalier. En 1571 et en 1573, le roi Charles IX de France, grand amateur de musique, l'invita à la Chapelle royale. En effet, le roi, ayant nommé un musicien ecclésiastique réputé évêque de Montpellier, avait besoin d'un autre grand musicien. Il est possible que le compositeur soit parti de Bavière. Quoi qu'il en soit, Charles IX décéda en 1574, avant que Lassus n'arrive à Paris. Certains de ces rois et aristocrates ont tenté de l'éloigner de Munich avec des offres plus attrayantes, mais Lassus semblait plus intéressé par la stabilité de sa position, et les possibilités offertes par la cour d'Albert, que par l'aspect purement financier. « Je ne veux pas quitter ma maison, mon jardin, et les autres bonnes choses à Munich », a-t-il écrit au duc de Saxe en 1580, après avoir reçu une offre pour un poste à Dresde.

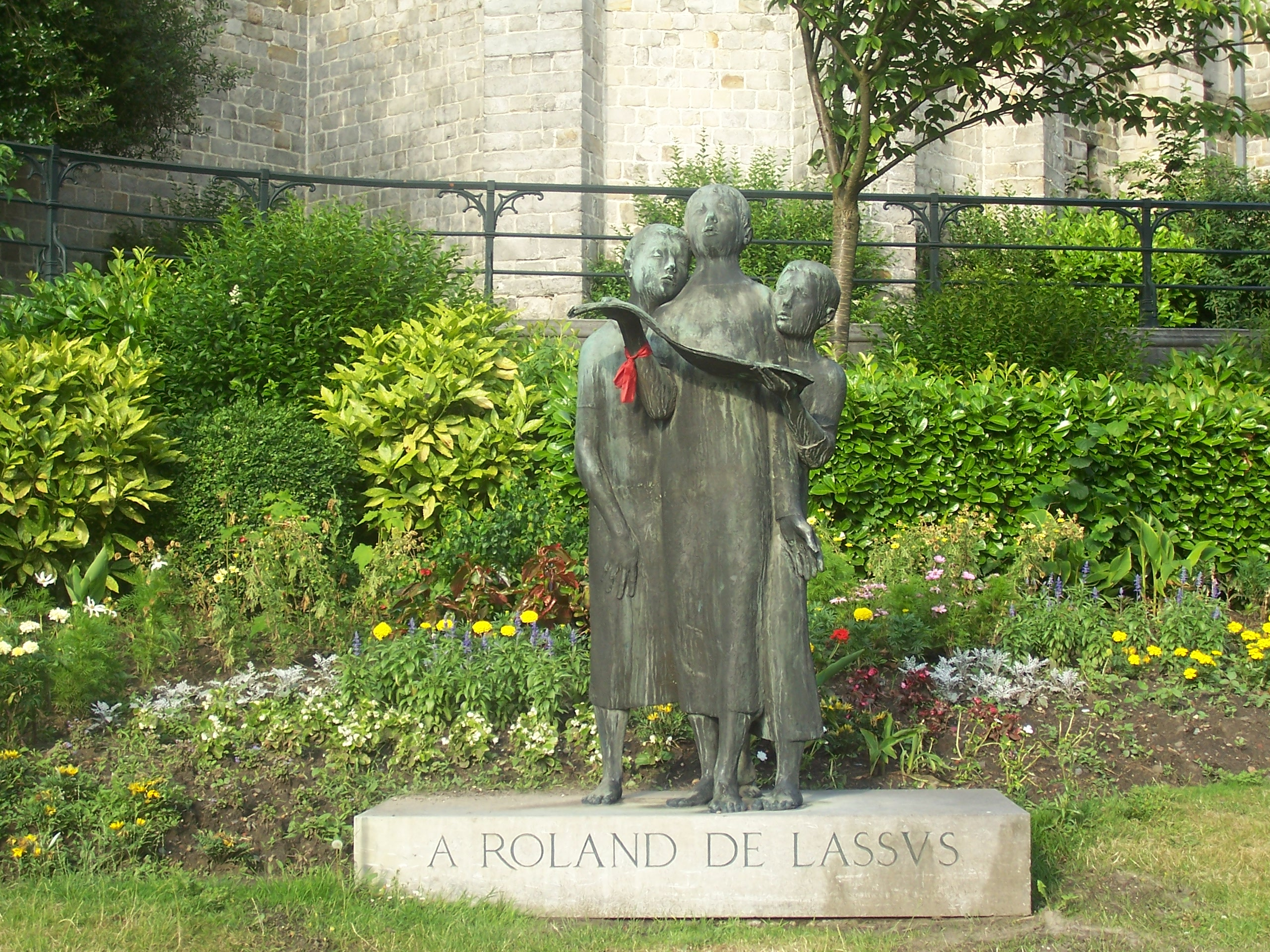
Hommage à Roland de Lassus à Mons ville où il fut chantre dans la paroisse Saint Nicolas en Havré.

À la fin des années 1570 et 1580, Roland de Lassus effectue plusieurs voyages en Italie, où il entre en contact avec les styles et tendances les plus modernes. Il écrit « Ô vin en vigne », ronde de vendangeurs harmonisée en 1576. À Ferrare, centre de l'activité avant-gardiste, il a sans doute entendu les madrigaux composés pour la cour d'Este, mais son style restera conservateur tout en devenant plus simple et plus raffiné. Dans les années 1590, sa santé commence à décliner. Après avoir subi une attaque cérébrale, il consulte un médecin du nom de Thomas Mermann pour soigner ce qu'on appelait « mélancolie hypocondriaque », mais il était encore capable de composer et même de voyager à l'occasion. Ses dernières œuvres sont d'ailleurs souvent considérées comme majeures, dont un ensemble de vingt-et-un madrigaux spirituels intitulé Les Larmes de saint Pierre, dédié au pape Clément VIII et publié à titre posthume en 1595.
Lassus meurt à Munich le 14 juin 1594, le jour même où son employeur décide de se séparer de lui pour des raisons financières. Il n'a jamais lu la lettre lui signifiant son congé.

## Musique et influence
Roland de Lassus est l'un des compositeurs les plus prolifiques, polyvalents et universels de la Renaissance tardive. Il a écrit plus de 2 000 œuvres dans tous les genres en latin, français, italien et allemand ; 1 600 sont signées ou attribuées avec certitude. Il s'agit notamment de 530 motets, 175 madrigaux italiens et villanelle, 150 chansons françaises et 90 lieder allemands. On n'a pas de traces de musique strictement instrumentale : une absence intéressante pour un compositeur par ailleurs si ambitieux et prolifique, à une époque où la musique instrumentale était devenue partout en Europe, une forme importante d'expression. Ses œuvres complètes ont été publiées par Breitkopf (21 volumes 1894-1926).

### Musique sacrée
Pendant cette période de conflits religieux, Roland de Lassus est resté catholique, sur un mode pragmatique et tolérant. Comme la plupart de ses contemporains, il publia des chansons profanes, aussi bien que des messes et Magnificat parodiques : suivant un usage fréquent à l'époque, bon nombre d'entre elles sont basées sur des compositions profanes : ces œuvres religieuses développent en effet, de manière très élaborée, des chansons monodiques ou polyphoniques répandues et connues de tous. Il est important de faire remarquer que cette pratique (qui restera coutumière jusqu'aux réformes du concile de Trente) était éloignée de toute idée de caricature ou de facilité. Il s'agissait en fait d'un échange entre deux modes d'expression. Plus tard, la Contre-Réforme catholique, qui, sous l'influence des Jésuites, avait atteint un sommet en Bavière à la fin du XVIe siècle, aura une influence notable sur le travail de Lassus, dans sa musique liturgique de rite romain. Cela sera manifeste par le nombre important de Magnificat. Ce sera évident aussi dans sa mise en polyphonie des mélodies du psautier catholique de Caspar Ulenberg (de) (1588), et plus encore dans le grand cycle pénitentiel de madrigaux spirituels, les Lagrime di San Pietro (Les Larmes de saint Pierre, 1594). Lassus s'éloignait de certaines pratiques anciennes et s'inscrivait dans une première descendance du concile de Trente, dont les réformes nourriront l'art baroque, à l'époque suivante.

#### Messes
Près de soixante messes complètes ont été conservées. La plupart d'entre elles sont des messes parodiques basées sur des œuvres religieuses ou profanes écrites par lui-même ou par d'autres compositeurs. Techniquement impressionnantes, elles sont, sans surprise, la partie la plus conservatrice de sa production. À cette époque, une messe est conforme au style de la « matière » d'origine, qui va du chant grégorien (monodique) à des compositions polyphoniques contemporaines comme des motets ou des madrigaux, mais elle adopte toujours un caractère expressif adéquat. Certaines de ses messes sont conçues à partir de chansons françaises très profanes, dont certaines sont à l'origine franchement obscènes. Entre vous filles de quinze ans, de Clemens non Papa, lui a donné la matière pour sa Missa Entre vous filles (1581), sans doute son choix le plus étonnant. Cette chanson représente bien entendu un cas extrême : l'objectif - ou le point de départ - dans ce qui n'était qu'un usage, était d'abord de conserver les liens avec les réalités du monde profane. Cette pratique était alors non seulement acceptée, mais encouragée par l'Église. Concernant Lassus, la preuve se trouve dans sa correspondance avec ses employeurs, une grande partie de celle-ci nous étant parvenue.
En plus de ses messes parodiques traditionnelles, Roland de Lassus a écrit une quantité considérable de Missæ breves, « Messes brèves », destinées à des services de courte durée (par exemple, les jours où le duc Albert allait à la chasse, il ne voulait pas d'être retenu trop longtemps par une musique polyphonique de longue haleine). La plus significative d'entre elles est connue sous le nom de Messe des chasseurs (Venatorum Missa).
Certaines de ses messes montrent l'influence de l'école vénitienne, en particulier dans l'utilisation des techniques de polychoralité (par exemple, la Missa Osculetur me, à huit voix, basée sur son propre motet Osculetur me (« Qu'il m'embrasse, du baiser de sa bouche »), tiré du Cantique des cantiques. Dans cette messe, deux chœurs se répondent et s'entremêlent. En tout, trois de ses messes sont écrites pour double chœur. Elles ont aussi influencé les Vénitiens eux-mêmes. Après tout, Andrea Gabrieli avait rendu visite à Lassus à Munich en 1562, et beaucoup d'œuvres de Lassus ont été publiées à Venise. Même s'il a utilisé le style vénitien contemporain, son langage harmonique est resté sage dans ces œuvres : il a adapté les conceptions vénitiennes à ses propres objectifs artistiques.

#### Motets et autres musiques liturgiques

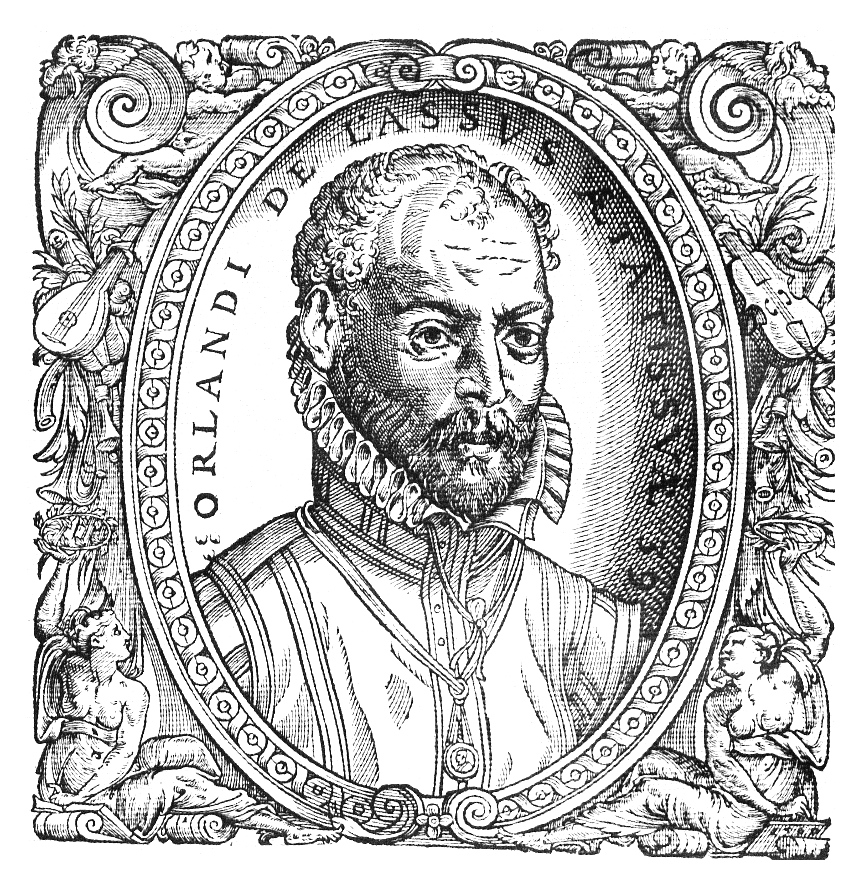
Bois gravé à l'effigie de Roland de Lassus, qui figure dès 1570 dans les éditions d'Adrian Le Roy et Robert Ballard.

Roland de Lassus s'est illustré dans un style connu à l'époque comme Musica reservata (ou musica secreta). La signification exacte du terme reste un sujet de débats, même s'il existe un certain consensus entre les musicologues. Il s'agit de mettre le texte en musique de façon expressive et intense, en mêlant échelle chromatique et échelle diatonique. Un exemple célèbre d'une composition de Lassus, écrite dans ce style, est sa série de douze motets intitulé Prophetiæ Sibyllarum (Les Prophéties des Sibylles), qui annonce le chromatisme de Carlo Gesualdo. Innovante pour l'époque, cette manière de composer n'est réapparue qu'au XXe siècle.
Lassus a écrit quatre versions de la Passion, sur les quatre textes écrits par les évangélistes : Matthieu, Marc, Luc et Jean. Toutes sont a cappella. Les paroles du Christ et le récit de l'évangéliste (l'un et l'autre chantés) alternent avec les passages polyphoniques.
En tant que compositeur de motets, l'œuvre de Lassus est l'une des plus diversifiées et prodigieuses de toute la Renaissance. Sa production varie du sublime à la bouffonnerie. Il faisait parfois preuve d'un sens de l'humour surprenant dans la musique sacrée. Par exemple, un de ses motets, Super flumina Babylonis (Psaume 137) comprend des bégaiements, arrêts et redémarrages, et une confusion générale ; elle peut paraître liée au concept de plaisanterie musicale, que Mozart utilisera encore deux siècles plus tard. Mais en réalité, il s'agit surtout de madrigalismes. Ce procédé descriptif qui consiste à traduire musicalement ce que l'on évoque, était alors courant et le sera plus encore pendant la période que nous appelons baroque, aux XVIIe et XVIIIe siècles. Par exemple, sur flevimus (« nous pleurions »), Lassus cherche à faire percevoir la notion de larmes, de manière stylisée mais sensible.
Plusieurs de ses motets ont été composés à l'occasion de cérémonies, comme on pouvait s'y attendre de la part d'un compositeur de la cour qui avait à offrir de la musique lors des visites de dignitaires, des mariages, des traités et autres événements d'État. Mais il était surtout un compositeur de motets religieux qui lui apportèrent sa gloire et sa réputation.
La version de Roland de Lassus des psaumes de pénitence de David (Psalmi pœnitentiales Davidis, éd. Munich, 1584) est l'une des plus célèbres de toute la Renaissance. Le contrepoint est libre, en évitant l'imitation généralisée des franco-flamands, comme Nicolas Gombert, utilisant parfois des dispositifs différents de Palestrina. Comme ailleurs, Lassus s'efforce de mettre en valeur l'impact émotionnel. L'avant-dernière pièce, De profundis (Psaume 130, ici sixième Psaume), est considérée par de nombreux spécialistes comme l'un des sommets de la polyphonie de la Renaissance, à l'égal de Josquin des Prés.
Parmi ses autres compositions liturgiques, on trouve des hymnes (telle Jam lucis orto sidere), des cantiques (dont plus de cent Magnificat), des répons pour la Semaine sainte, les Passions, des Lamentations, et des pièces pour les fêtes majeures.

### Musique profane
Roland de Lassus a écrit dans toutes les formes profanes de l'époque. Dans la préface de son recueil de chansons allemandes, Lassus énumère ses œuvres profanes : madrigaux italiens et chansons françaises, chansons allemandes et néerlandaises. Il est probablement le seul compositeur de la Renaissance à écrire de façon prolifique en cinq langues - le latin en plus de celles mentionnées ci-dessus - et il a écrit avec une aisance égale dans chacune d'elles. Beaucoup de ses chansons sont devenues très populaires dans toute l'Europe. Dans ces diverses chansons profanes, il se plie à la manière du pays d'origine, tout en conservant toujours son originalité.

#### Madrigaux italiens

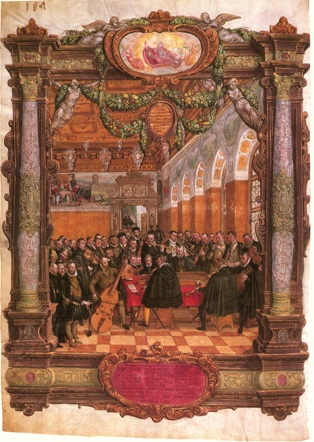
Lassus (tout en bas à gauche) présentant sa chapelle de musique au duc Albert V de Bavière : miniature de Hans Mielich (München BSB : Ms. A. II, f. 187).

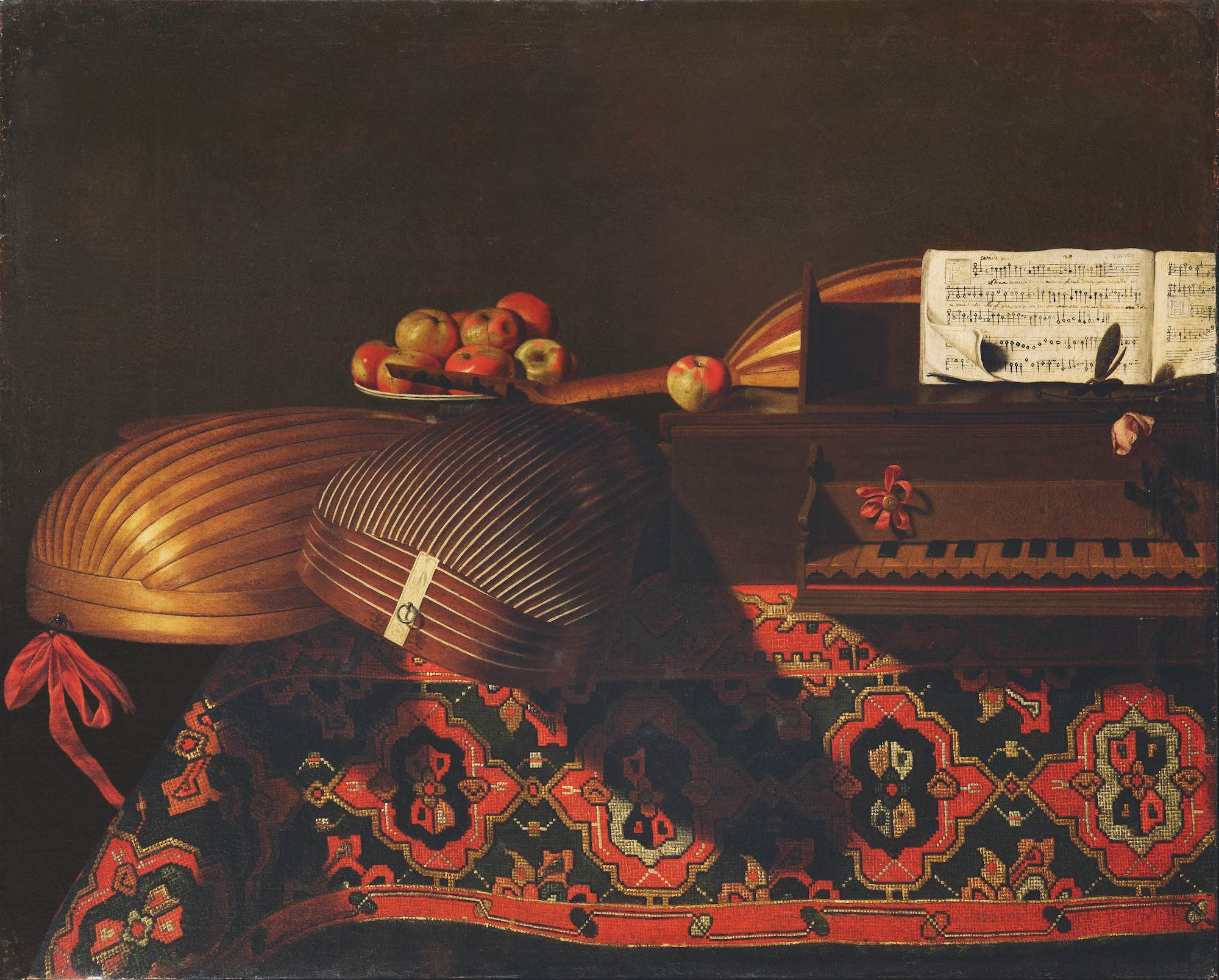
Evaristo Baschenis, Nature morte aux instruments de musique, vers 1665-1670, avec la reproduction de la partition dune poésie de Pétrarque mise en musique par Orlando de Lassus.

Dans ses madrigaux, dont beaucoup ont été composés pendant son séjour à Rome, son style est clair et concis. Les airs sont facilement mémorisables. Comme le fera plus tard Bach, le compositeur a également « signé » son travail en utilisant fréquemment le mot « Lasso » ou les notes la-sol. Son choix de la poésie variait fortement, de Pétrarque pour ses travaux plus sérieux, à des vers plus légers pour certaines de ses amusantes canzonette.
Lassus souvent a regroupé ses madrigaux en cycles. Par exemple, son quatrième livre de madrigaux à cinq voix commence par une sestina, ou sextine, de Pétrarque, se poursuit avec deux sonnets, et conclut avec une autre sextine : c'est pourquoi le livre entier peut être entendu comme une composition globale formée de pièces indépendantes reliées entre elles.

#### Chansons françaises
Une autre forme que Roland de Lassus a cultivée est la chanson française. Il en a écrit environ cent cinquante. La plupart d'entre elles datent des années 1550, mais il continua à en écrire, même lorsqu'il vécut en Allemagne. Les dernières productions dans ce genre datent des années 1580. Elles étaient très populaires en Europe. Beaucoup ont été transcrites pour des instruments. La plupart se trouvent dans des recueils publiés dans les années 1570 et 1580 : deux par Pierre Phalèse en 1571, et deux par Adrian Le Roy et Robert Ballard en 1576 et 1584. Les styles sont variés : des compositions dignes et graves, mais aussi ludiques, grivoises, et amoureuses. En 1576, par exemple, Roland de Lassus met en musique un poème de Joachim Du Bellay (La nuict froide et sombre), et en fait une chanson de genre profane, à quatre voix. La pièce est d'écriture polyphonique et d'un grand raffinement expressif. Dans ces recueils, on trouve aussi des chansons à boire adaptées à des circonstances privées ou aux tavernes. Lasso a suivi le style lyrique poli de Sermisy plutôt que le style programmatique de Clément Janequin pour son écriture.
L'une des plus célèbres chansons à boire de Lassus a été utilisée par Shakespeare dans la deuxième partie d'Henry IV (Acte V, Scène III) : Un jour vis un foulon qui fouloit.

#### Lieder allemands
Un troisième type de composition profane est le lied allemand. La plupart de ces lieder sont destinés à un public différent, car ils sont très différents de ton et de style par rapport aux chansons françaises ou aux madrigaux italiens. De plus, Lassus les a écrits plus tard dans sa vie, après 1567, quand il était déjà bien établi à Munich. Beaucoup sont sur des sujets religieux, bien qu'on en trouve de plus légers. Il a également écrit des chansons à boire en allemand et des chansons sur les aspects malheureux dus aux excès de boisson.

#### Chansons néerlandaises
Dans la préface de son recueil de chansons allemandes, Lassus affirme avoir composé des chansons néerlandaises. Toutefois, aucune d'entre elles n'a été conservée.

## L'importance de Roland de Lassus
Le musicologue Robert Wangermée considère que ce musicien a été au XVIe siècle le plus célèbre de toute l'Europe, bénéficiant d'un immense succès non seulement auprès des élites sociales, mais aussi d'un public socialement beaucoup plus large. Il décrit l'art de Lassus ainsi :
«  En définitive, ce qui pourrait caractériser la musique de Lassus, c'est qu'elle renonce à tout a priori dans la construction ; on n'y trouve pas, ou rarement, de cantus firmus, pas d'imitation systématique. Le texte est toujours le moteur de l'inspiration ; il suscite le plus souvent des motifs assez brefs, adaptés à chaque phrase et à chaque mot-clé. S'éloignant délibérément de l'esthétique du grégorien qui s'est longuement perpétuée chez les contrapuntistes, R. de Lassus ne craint pas de bousculer la phrase par des sauts inattendus, de l'entrecouper par des silences qui, eux aussi, ont un rôle expressif. À la recherche des contrastes, il ne développe que brièvement dans des imitations qui ne sont pas longtemps poursuivies, des petits motifs méthodiques bien caractéristiques et ce contrepoint sans lourdeur alterne souvent avec des épisodes de style homophonique. Dans certaines œuvres ; l'écriture accordique [en accords] l'emporte délibérément, avec une déclamation syllabique assez rapide. Pour répondre aux suggestions du texte, R. de Lassus peut recourir à des archaïsmes, un contrepoint sévère, du chromatisme, des dissonances accumulées. Tout est conditionné par un souci expressif qui ne dédaigne pas les effets dramatiques. En respectant les normes de l'écriture contrapuntique, Roland de Lassus met en œuvre des techniques différentes et même des langages qui ont varié selon les genres, les œuvres et les effets à atteindre. Sa musique présente, en somme, une démonstration de tous les procédés d'écriture et de toutes les possibilités expressives  de l'art contrapuntique des Pays-Bas au moment même où il était menacé. »
Des parodies protestantes des œuvres de Lassus ont circulé à La Rochelle, à Genève et à Londres : édités par Jean Pasquier et Simon Goulart, elles avaient pour but de donner aux paroles de ses chants l'élévation spirituelle qu'appelait sa musique.

## Blason
| Blason | Blasonnement : Ecartelé en sautoir ; aux 1 et 4, d’argent à une croisette pattée d’or ; aux 2 et 3, d’azur; une fasce brochante d’argent chargée des signes dièse, bécarre, bémol d’or, à la bordure de même. |

## Hommage
- (11585) Orlandelassus, astéroïde.

## Source
- (en) Cet article est partiellement ou en totalité issu de l’article de Wikipédia en anglais intitulé « Orlande de Lassus » (voir la liste des auteurs).

#### Bases de données et dictionnaires
- Ressources relatives à la musique :   - International Music Score Library Project
  - AllMusic
  - Bait La Zemer Ha-Ivri
  - Bayerisches Musiker-Lexikon Online
  - Carnegie Hall
  - ChoralWiki 
  - Discography of American Historical Recordings
  - Discogs
  - Grove Music Online
  - Last.fm
  - MusicBrainz
  - Musopen
  - Muziekweb
  - Projet Mutopia
  - Rate Your Music
  - Répertoire international des sources musicales
- Ressources relatives aux beaux-arts :   - AGORHA
  - British Museum
  - National Portrait Gallery
- Ressources relatives à l'audiovisuel :   - AllMovie
  - Filmportal
  - IMDb
- Ressources relatives au spectacle :   - Les Archives du spectacle
  - Kunstenpunt
- Ressource relative à plusieurs domaines :   - Radio France
- Ressource relative à la recherche :   - Isidore
- Notices dans des dictionnaires ou encyclopédies généralistes :   - Biografisch Portaal van Nederland
  - Britannica
  - Brockhaus
  - Den Store Danske Encyklopædi
  - Deutsche Biographie
  - Dictionnaire des Wallons
  - E-archiv.li
  - Enciclopedia italiana
  - Enciclopedia De Agostini
  - Gran Enciclopèdia Catalana
  - Hrvatska Enciklopedija
  - Internetowa encyklopedia PWN
  - Nationalencyklopedin
  - Proleksis enciklopedija
  - Store norske leksikon
  - Treccani
  - Universalis
- Notices d'autorité :   - VIAF
  - ISNI
  - BnF (données)
  - IdRef
  - LCCN
  - GND
  - Italie
  - Japon
  - CiNii
  - Espagne
  - Belgique
  - Pays-Bas
  - Pologne
  - Israël
  - NUKAT
  - Catalogne
  - Suède
  - Vatican
  - WorldCat